# 陆丰话
陆丰话是汉藏语系汉语族闽语支闽南语的一种方言，通行于广东省汕尾陆丰市及其附近一带，属闽南语的泉漳片或潮汕片。陆丰话是陆丰市使用人口最多的一种方言，当地人称之为福佬话（Hok-ló-ūe）。陆丰话以陆丰市的东海镇口音为代表口音，陆丰全境有15个镇以它为母语，另有6个镇为陆丰话与客家语的双语区。
陆丰话与海丰话存在较高地相似性，在广东省境内，这两种方言往往被合称为海陆丰话。陆丰在历史上长期属于海丰县地界，直至清朝雍正九年（1731年）才自海丰县析出置县，所以与海丰话有诸多共通之处。由于地缘关系，陆丰市東部受到潮州话的強烈影响，當中博美、碣石帶有濃烈潮汕口音，東端的甲子地區則完全通行潮汕話。

## 與泉漳片之淵源
2000年出版的《海陸豐文化探源》描述：「海陸豐話（按：指海、陸豐人所自稱的福佬話）同漳州、泉州、廈門話較之海陸豐話同潮州話更為接近和雷同。歷史早已證明：海陸豐和潮州人是從閩南入粵的兩個分支」（楊永與陳賢釵，2000：218）。
在明朝到清初，尤其清初遷海令期間，有相當高比例的福建閩南人南遷到海陸豐地區落地生根，當中大部分為原漳州人，且閩南漳州籍移民之勢力更強大到足以蓋過海陸豐原有的偏潮汕底層語言。因此有意見認為，現今海陸豐閩南語不屬潮汕話而歸福佬話（漳潮混合片，偏漳州口音）。閩南語研究權威學者，台灣國立台中教育大學台灣語文學系教授兼主任洪惟仁對海陸豐話有「海陸豐境內的漳州話」的觀點（洪惟仁，《台灣方言之旅》，前衛出版社，1994年，台北）。

## 歸片之爭議
由於歷史原因，海陸豐古屬惠州府，而非潮州府。造成海陸豐雖與潮汕地區接壤，但族群意識各成一派；加上海陸豐人和潮州人是從閩南入粵的兩個分支，故老一輩海陸豐人一般不認同自己的母語屬潮汕話，而選擇自稱所操之語言為「福佬話」，由此可見海陸豐閩南語與潮汕話有明顯的族群意識對立，應否列入潮汕片仍時有爭論。
海陸豐話為漳潮混合片閩南語，與潮汕片潮揭腔、潮普腔有顯著差異，通話有一定困難。

## 方言片区
陸豐話從嚴格意義上來說是漳潮混合片閩南語。若按聲韻調的綜合特點為標準，陸豐話又分為以下幾個方言片區：
1)	東海片：偏漳腔，通行於東海、大安、金廂、城東、西南5個鎮。與海豐話的公平片及惠州東江兩岸﹙惠城，惠陽﹚及西枝江兩岸腔﹙惠東﹚比較相近，為7聲區。當中尤以大安和西南最偏漳﹙類似福建漳州的平和及漳浦腔﹚，前後鼻韻對立；東海大致為漳泉潮混合片。大安鎮則字彙發音極度偏漳，如「飯puinn」、「門mui」。而金廂至今仍保留不少漳浦話音，如「穿鞋tsiong ei」、「鐘tsiong」、「激kiok」、「洗浴sei iok」等。
2)	潭西片：漳潮混合腔，潭西、河西、上英3個鎮和星都區。與海豐話的海城片比較接近，為8聲區。
3)	南塘片：漳潮混合腔，南塘、博美、橋沖3個鎮。與海豐話的海城片比較接近。
4)	碣石片：漳潮混合腔，通行于碣石、湖東2個鎮。其特色為欠缺ei韻及ue韻，一律發oi韻，與惠東鹽州腔類同。
5)	甲子片：潮汕片，通行於甲子、甲東、甲西3個鎮。
各片的方言各具特色，差異明顯，唯甲子片方言以外各片皆能互通無礙。

## 音韵体系
陆丰话的东海口音有18个声母、70个韵母和7个声调。
塘西片、碣石片和甲子片则存在8个声调，平上去入各分阴阳。

### 声调
| 標號 | 1       | 2       | 3       | 4         | 5       | 6     | 7     |
| 調類 | 陰平    | 陽平    | 上聲    | 陰去      | 陽去    | 陰入  | 陽入  |
| 音值 | ˧˧ (33) | ˧˥ (35) | ˥˥ (55) | ˨˩˧ (213) | ˨˨ (22) | ˩ (1) | ˥ (5) |
| 例字 | 君      | 裙      | 滾      | 棍        | 郡      | 骨    | 滑    |

加下划线代表发音短促。

## 连读音变

### 连读变调
连读变调，即两个或两个以上音节连读的时候，前字的声调受后字声调的影响而发生变化。陆丰话一般只有前字发生变调，后字一概不变调。如果前字不变调的话，后字一般读作轻声。
| 前字調類 | 陰平 33 | 陽平 35   | 上聲 55 | 陰去 213 | 陽去 22   | 陰入 1 | 陽入 5 |
| 前字變調 | 陽去 22 | 半陰去 21 | 陽平 35 | 44       | 半陰去 21 | 陽入 5 | 陰入 1 |
| 例詞     | 飞机    | 劳动      | 古化    | 汉朝     | 近来      | 福寿   | 读冊   |

## 參閲
- 海豐話
- 海豐話拼音方案